# 1985 (роман Далоша)
«1985» (нім. Neunzehnhundertfünfundachtzig. Ein historischer Bericht, англ. 1985. A historical report (Hongkong 2036) from the Hungarian of ***, укр. «1985 рік. Історичний звіт (Гонконг 2036) від угорця ***») — фантастичний роман угорського письменника та дисидента Дьордя Далоша, продовження роману-антіутопії Джорджа Орвелла «1984». Це друга спроба продовження роману Оруелла після британського письменника Ентоні Берджесса, що вийшов у 1978 році «1985».
Книга Далоша опублікована німецькою в 1982.

## Сюжет
Дія в романі Далоша відбувається в Океанії протягом 1985 року, коли після раптової смерті Старшого Брата в країні розпочинаються демократичні перетворення, проте вже до кінця року внаслідок втручання Євразії в країні встановлюється новий тоталітарний режим. У романі, побудованому у вигляді послідовності документів та фрагментів спогадів, діють герої «1984», у тому числі Вінстон Сміт, Джулія Міллер та співробітник поліції думок О'Брайєн.
Твор є зібранням 63 документів про події 1985 року в Океанії: це уривки зі спогадів основних дійових осіб, офіційні повідомлення ЗМІ та ін. Вони супроводжуються передмовою євразійського історика, написаною в 2035 році в Іркутську, а також посткриптумом того ж історика та його численними підсторінковими примітками до опублікованих матеріалів.
У січні 1985 року уряд Океанії повідомляє про смерть Старшого Брата в грудні 1984 року «внаслідок тимчасового нездужання» та ампутації всіх кінцівок. Незабаром стає відомо і про те, що Океанія зазнала поразки у війні проти Євразії.
Напередодні мирних переговорів із Євразією поліція думок Океанії вирішує ініціювати процес підконтрольної їм діяльності, що імітує демократичні зміни у країні. Уінстону Сміту запропоновано стати редактором нової газети, «Літературний додаток до „Таймс“», в якій публікуються матеріали з більш вільним, хоч і підцензурним змістом, у тому числі вірші поета Амплфорта, що викликають суспільні дискусії. У кафе «Під каштанами» у понеділок влаштовується дискусійний клуб для вільного обміну думками. Джулія Міллер також стає одним із помітних діячів нової епохи і ставить у театрі «Гамлет» Шекспіра, який не йшов на сцені десятки років. У Лондоні відбувається зустріч із делегацією з Євразії, яка вражає океанійців своїм способом пересування — повітрям, після прийняття спеціального препарату з ампули.
Поступово прагнення змін виходить з-під контролю поліції думок. Сміт, Амплфорт та інші створюють «Асоціацію інтелігентів за реформи» (АІР), що закликає до відновлення конституційних свобод та заборони поліції думок. Після арешту двох пролів, одна з яких вмирає в поліції, проли беруть поліцейських у заручники. Лідером пролів стає мусульманин Мухаммед Стенлі, з яким Сміт домовляється про співпрацю. Джулія ж, яка займала в АІР помірну позицію, навпаки, виходить із руху. У країні піднімається хвиля страйків, починається економічна криза. Уряд залишає країну, на кілька днів влада переходить до повсталих на чолі з Мухаммедом Стенлі. Однак невдовзі до країни входять загони євразійців, з якими домовився уряд: знову встановлюється тоталітарний режим, Сміт та інші члени АІР зазнають арешту. Багато повсталих, зокрема Стенлі, страчують, проте Сміту за клопотанням Джулії, яка стала міністром у новому уряді, страту замінюють на вирок 30-річного ув'язнення (пізніше він вийде на волю за амністією 1990 року).
Паралельно у виносках, які спочатку мають характер нейтральних приміток до документів, розкривається доля самого історика: він протестує проти зловживань директора свого інституту, намагається залишити країну з підготовленим ним рукописом, нарешті потрапляє до Іркутської в'язниці, де й завершує свою працю.

## Прийняття
Критик Пет Гаррінгтон вважав, що наголос у романі на «поліції думки», яка приймає певну «відкритість» і тисне на партійні кліки через громадську думку, є прозорливим поглядом на те, що Михайло Горбачов мав спробувати в колишньому Радянському Союзі з гласністю та перебудовою. У цьому рецензент помилково називає М. Горбачова колишнім керівником КДБ. Замість того, щоб керувати через страх, таємна поліція намагатиметься контролювати «публічну сферу», залучаючи людей до своєї справи з їх власної волі.
Рецензент пише про те, що «1985» у ряді аспектів відмінний від «1984», у тому числі в більшій присутності гумору: якщо роман Оруелла приводив до думки, що опір марний, то в «1985» навіть О'Брайєн здається невпевненим і сумнівним.
Роман отримав кілька рецензій, у тому числі англійською в Fantasy Review Браяна Стейблфорда. і французькою мовою в SFère Марселя Беккера.
Роман був номінантом на премію Залу слави «Прометей» у 1988 та 1999 роках.

## Переклади
Роман перекладено англійською та кількома іншими мовами. Іншими мовами книга названа так:
- 1985: Un récit historique, Hong Kong, 2036 - французькою
- 1985: A Historical Report (Hongkong 2036) - англійською
- 1985: történelmi jelentés - угорською
- Neunzehnhundertfünfundachzig: Ein historischer Bericht - німецькою